# Szuhar (növénynemzetség)
A szuhar (Cistus) a mályvavirágúak rendjébe sorolt a szuharfélék (Cistaceae) családjának névadó nemzetsége mintegy két tucat eredeti és számos hibrid fajjal.

## Származása, elterjedése
Fajai a Mediterráneumban és a Kanári-szigeteken élnek.

## Megjelenése, felépítése
Többnyire közepes termetű cserje. Egyszerű leveleik széle ép.
Virágai végálló bogernyőben nyílnak. A fehér vagy rózsaszín virágok közepe a sok porzótól aranysárga.

## Életmódja, termőhelye
A száraz, napos helyeket kedveli. A Mediterráneumban a száraz, karsztos lejtőkön nő; a macchia és a garrigue társulásokra jellemző, örökzöld.

## Felhasználása
Mediterrán éghajlaton számos faja kerti dísznövény; északabbra fagyérzékeny félcserjeként nevelhető. A magyar teleket a babérlevelű szuhar többnyire csak hibridek viselik el (minél szárazabb a talaj, annál jobban). Téli takarásukkal vigyázni kell, mert a levegőtől elzárva (különösen enyhe, esős időben) könnyen bepenészednek, illetve megrothadnak.
Görögországban a fehér virágú zsályalevelű szuhar (Cistus salviifolius) levelének forrázatát teának isszák. Az ugyancsak fehér virágú balzsamos szuhar (nagyvirágú szuhar, Cistus ladanifer és borzas szuhar (bozontos szuhar, Cistus incanus) illatos gyantáját (ladanum, illetve labdanum) füstölőkben égetik, a népi gyógyászatban pedig idegerősítőnek használják. Jelenleg az illatszeriparban használják ámbrautánzatnak és rögzítőként.

## Rendszertani felosztása
A sok és sokféle hibrid miatt külön soroljuk fel a természetes fajokat, valamint (a teljesség igénye nélkül) a fajcsoporton belüli és a fajcsoportközi hibrideket.

### Természetes fajok
- Cistus albidus
- Cistus asper
- Cistus chinamadensis
- Cistus clusii
- Cistus creticus
- Cistus crispus
- Cistus grancanariae
- Cistus heterophyllus
- Cistus horrens
- Cistus inflatus

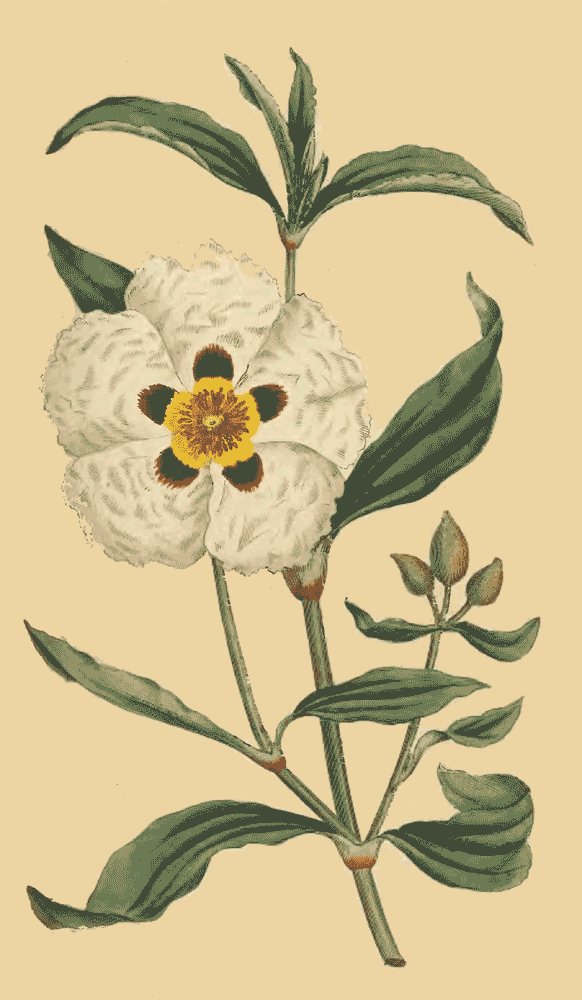
Balzsamos szuhar (Cistus ladanifer)

- balzsamos szuhar (Cistus ladanifer)
- babérlevelű szuhar (Cistus laurifolius)
- Cistus libanotis
- Cistus monspeliensis
- Cistus munbyi
- Cistus ocreatus
- Cistus osbeckiifolius
- Cistus palmensis
- Cistus parviflorus
- Cistus populifolius
- Cistus pouzolzii
- zsályalevelű szuhar (Cistus salviifolius)
- Cistus sintenisii
- Cistus symphytifolius

## Fajcsoporton belüli hibridek
- Cistus × aguilari
- Cistus × akamantis
- Cistus × argenteus
- Cistus × banaresii
- Cistus × bornetianus
- Cistus × canescens
- Cistus × cebennensis
- Cistus × chnoodophyllus
- Cistus × clausonii
- Cistus × conradiae
- Cistus × crispatus
- Cistus × crumleyae
- Cistus × curvativus
- Cistus × cymosus
- Cistus × cyprius
- Cistus × dansereaui
- Cistus × daveauanus
- Cistus × dubius
- Cistus × escartianus
- Cistus × fernandesiae
- Cistus × florentinus
- Cistus × gardianus
- Cistus × glaucifolius
- Cistus × heterocalyx
- Cistus × hetieri
- Cistus × hybridus
- borzas szuhar (Cistus × incanus)
- Cistus × latipes
- Cistus × laxus
- Cistus × lecomtei
- Cistus × ledon
- Cistus × leiophyllus
- Cistus × lenis
- Cistus × lepidocalyx
- Cistus × lucasii
- Cistus × mesoensis
- Cistus × mictocymosus
- Cistus × neyrautii
- Cistus × nigricans
- Cistus × oblongifolius
- Cistus × obtusifolius
- Cistus × olivaceus
- Cistus × oxyphyllus
- Cistus × pagei
- Cistus × pauranthus
- Cistus × penarcleusensis
- Cistus × picardianus
- Cistus × platysepalus
- Cistus × porphyreus
- Cistus × purpureus
- Cistus × ralletii
- Cistus × reghaiensis
- Cistus × rodiaei
- Cistus × sammonsii
- Cistus × skanbergii
- Cistus × stenophyllus
- Cistus × strigosus
- Cistus × tephreus
- Cistus × timbalii
- Cistus × ultraviolaceus
- Cistus × verguinii

## Fajcsoportközi hibridek
- C. × argenteus
- Cistus × bornetianus
- Cistus × curvativus
- Cistus × fernandesiae
- Cistus × matritensis
- Cistus × purpureus
- Cistus × reghaiensis
- Cistus × rodiaei
- Cistus × sammonsii

## Egyéb fajok
- Cistus capensis